# Láčkovice australská
Láčkovice australská (Cephalotus follicularis) je jediný zástupce čeledi láčkovicovité (Cephalotaceae) z řádu šťavelotvaré (Oxalidales) vyšších dvouděložných rostlin. Řadí se mezi masožravé rostliny.

## Charakteristika
Láčkovice australská je vytrvalá drobná bylina o průměru listové růžice maximálně 10 cm. V přírodě tvoří často kolonie a nezřídka roste pospolu s dalšími masožravými rostlinami - rosnatkami (Drosera). V závislosti na ročním období rostlina vytváří dva typy listů. Ve vnitřní části růžice rostou za zhoršených podmínek (kratší dny a nižší teploty) ploché kopisťovité řapíkaté celokrajné listy, v příznivém období vyrůstají na vnějším obvodu růžice listy modifikované v láčky podobné pastem láčkovek (Nepenthes) a sloužící k lapání drobného hmyzu. Láčky jsou až 5 cm dlouhé a vyrůstají na řapíku, který je na rozdíl od láčkovek připojen v zadní části láčky. Nad láčkou je nepohyblivé víčko s průsvitnými okénky, která slouží k dezorientaci hmyzu. Kořist je lákána nektarem, vylučovaným na vnitřním okraji obústí. Trávení probíhá prostřednictvím trávicí tekutiny v láčce, obsahující enzymy a mikroorganismy. Typickou kořistí láčkovice jsou v přirozeném prostředí mravenci. Květy jsou drobné, bělavé, pravidelné, šestičetné, oboupohlavné, seskupené v hustém vrcholičnatém květenství na dlouhém stvolu. Kalich je složen ze 6 lístků srostlých na bázi, koruna chybí. Tyčinek je 12, ve dvou kruzích. Gyneceum je svrchní, apokarpní, plodolisty jsou volné nebo srostlé na bázi, s jedním nebo dvěma vajíčky. Plodem je jednosemenný měchýřek.
Láčkovice se vyskytuje v jihozápadní Austrálii, v pásu při pobřeží dlouhém asi 400 km a širokém asi 40 km.

## Taxonomie
Láčkovice byla poprvé pro botaniku sbírána v roce 1801 a popsána byla v roce 1806. Po počátečním mylném zařazení do čeledi růžovité (Rosaceae) pro ni byla již kolem roku 1820 vytvořena monotypická čeleď láčkovicovité (Cephalotaceae), v níž je řazena dodnes.
Čeleď láčkovicovité byla historicky řazena do řádu lomikamenotvaré (Saxifragales) nebo růžotvaré (Rosales). V systému APG byla na základě molekulárních výzkumů zařazena jako jediná masožravá čeleď zařazena do řádu šťavelotvaré (Oxalidales).